# Scirocco-Powell Racing
La Scirocco-Powell Racing è stata una scuderia di Formula 1 che ha preso parte ad alcuni Gran Premi nella stagione 1963 senza ottenere punti.

## Storia
Al termine del 1961 l'americano Hugh Powell acquistò la scuderia Emeryson, scuderia britannica attiva dagli anni '30. Dopo aver disputato alcune gare nel 1962 con telai Emeryson affidati a Tony Settember e John Campbell-Jones, nel 1963 la scuderia fu rinominata Scirocco-Powell Racing e fu avviato il progetto di una nuova vettura, equipaggiata con motori BRM.
La Scirocco esordì nel secondo Gran Premio della stagione, in Belgio, con una singola monoposto affidata a Settember. Il pilota statunitense partì in diciannovesima posizione, ma nell'ultima fase di gara ebbe un incidente e danneggiò gravemente la vettura, venendo comunque classificato ottavo. La scuderia saltò il Gran Premio d'Olanda, ripresentandosi in Francia con Settember alla guida e schierando una seconda vettura per Ian Burgess nel Gran Premio di Gran Bretagna.
I risultati furono però scarsi, ad eccezione di un secondo posto ottenuto da Settember nel Gran Premio d'Austria, non valido per il Campionato del Mondo; anche in questa occasione, però, Settember accusò ben cinque giri di ritardo dal vincitore Jack Brabham.
La mancanza di risultati spinse Powell a vendere la squadra. Nel 1964 la vettura di Burgess fu acquistata dal pilota belga André Pilette, che aveva già disputato alcune gare per la Emeryson. Pilette prese parte ad alcune gare, anche valide per il Campionato, ma non ottenne risultati degni di nota e a fine anno la Scirocco scomparve definitivamente dalle piste.

## Risultati completi in Formula 1
(legenda)
| Stagione | Telaio       | Motore    | Pneumatici | Piloti         | 1   | 2   | 3   | 4   | 5   | 6   | 7   | 8   | 9   | 10  | Punti | CDM |
| -------- | ------------ | --------- | ---------- | -------------- | --- | --- | --- | --- | --- | --- | --- | --- | --- | --- | ----- | --- |
| 1963     | "Spaceframe" | BRM V8    | D          |                | MON | BEL | NED | FRA | GBR | GER | ITA | USA | MEX | RSA | 0     | NC  |
| 1963     | "Spaceframe" | BRM V8    | D          | Tony Settember | WD  | 8   | WD  | Rit | Rit | Rit | NQ  |     |     |     | 0     | NC  |
| 1963     | "Spaceframe" | BRM V8    | D          | Ian Burgess    | WD  | WD  | WD  | WD  | Rit | Rit | WD  |     |     |     | 0     | NC  |
| 1964     | "Spaceframe" | Climax V8 | D          |                | MON | NED | BEL | FRA | GBR | GER | AUT | ITA | USA | MEX | 0     | NC  |
| 1964     | "Spaceframe" | Climax V8 | D          | André Pilette  | NQ  |     | Rit |     |     | NQ  | WD  |     |     |     | 0     | NC  |